# Skyfall (singolo)
Skyfall è un singolo del 2012 di Adele, theme song dell'omonimo film, 23º capitolo della serie cinematografica di James Bond. Il brano è stato scritto dalla stessa Adele assieme al produttore Paul Epworth, con l'orchestrazione di J. A. C. Redford.
La canzone ha ottenuto numerosi riconoscimenti internazionali, tra cui l'Oscar per la migliore canzone e il Golden Globe per la migliore canzone originale.

## Storia
Adele parlò per la prima volta della registrazione di un «progetto speciale» nel settembre 2011, durante un'intervista nel programma di ITV The Jonathan Ross Show, cosa che portò subito i media a speculare circa la possibile realizzazione di un brano per il nuovo capitolo della serie di James Bond. Successivamente, nell'aprile del 2012, l'artista dichiarò alla stazione radiofonica NRJ che avrebbe pubblicato un nuovo singolo entro la fine dell'anno, ma che questo non sarebbe stato tratto da un nuovo album. Le voci si fecero più insistenti nel mese di settembre, quando Adele venne sorpresa agli Abbey Road Studios di Londra, dove il compositore Thomas Newman stava scrivendo proprio la colonna sonora del film Skyfall; l'allibratore William Hill iniziò addirittura ad accettare puntate sul fatto che la cantante avrebbe interpretato il tema del film.

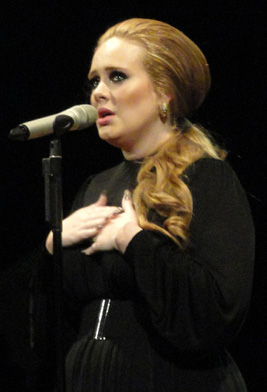
La cantante Adele ha interpretato la canzone e partecipato alla scrittura

La canzone era inizialmente nota come Let The Sky Fall. A fine settembre il cantante degli OneRepublic, Ryan Tedder, pubblicò un messaggio sul suo account Twitter (poi subito cancellato) dove affermava di aver ascoltato il brano, a suo dire tra i migliori della serie; negli stessi giorni trapelò inoltre in Internet la copertina del singolo. Nonostante questi fatti, il coinvolgimento di Adele nell'operazione venne confermato ufficialmente soltanto il 1º ottobre 2012.
Skyfall è stata distribuita in download digitale a partire dal 5 ottobre 2012, alla significativa ora delle 0:07 (British Summer Time), come parte del Global James Bond Day, ovvero le celebrazioni per il 50º anniversario dell'uscita di Agente 007 - Licenza di uccidere, il primo capitolo della serie.

## Composizione
Dopo essere stata scelta per eseguire il tema del film Skyfall, Adele chiamò Paul Epworth come suo coautore e produttore. Il brano è stato registrato agli Abbey Road Studios di Londra, assieme a un'orchestra di 77 elementi diretta da J. A. C. Redford. Con l'annuncio della realizzazione del pezzo, Adele ammise di essere inizialmente preoccupata per la riuscita del progetto, a causa della pressione derivante dalla produzione di un film di 007; l'entusiasmo per la cosa ritornò quando iniziarono a prendere forma le prime idee per la canzone, orientate a riflettere le tematiche del film piuttosto che quelle del puro romanticismo. Discutendo della composizione del brano, Epworth considerò favorevolmente l'inserimento di alcuni rimandi al classico James Bond Theme di Monty Norman.
Skyfall è scritta con una partitura in tonalità di Do minore, con un ritmo di 76 bpm. La canzone segue la progressione di accordi Dom - Lab - Fam7 per sei battute, seguita da Dom /Re - Sol4 - Sol.

## Accoglienza
Nell'immediatezza del lancio, la canzone è stata accolta in maniera generalmente positiva dalla critica musicale. Jim Farber del Daily News di New York non si è sbilanciato, descrivendolo come un pezzo che rispetta i cliché della saga senza però essere troppo innovativo, mentre Rob O'Connor di Yahoo! ha accolto Skyfall pressoché positivamente, affermando però come ci sia ancora da aspettare prima di poter inserire questa canzone tra le più belle della serie. Neil McCormick del Daily Telegraph si è invece mostrato meno entusiasta, scrivendo che il brano è sì «di classe», ma al tempo stesso «troppo prevedibile».

## Successo commerciale
Skyfall è subito balzata in testa alla classifica dell'iTunes Store a meno di dodici ore dalla sua pubblicazione, superando la precedente numero uno britannica Gangnam Style. In soli due giorni ha registrato, negli Stati Uniti, un'audience radiofonica di ventuno milioni di ascoltatori debuttando alla posizione trentasette della Billboard Pop Songs.

## Tracce
Download digitale
1. Skyfall – 4:46 (testo: Adkins, Epworth – musica: Epworth, Redford)

## Classifiche

### Posizioni massime
| Classifica (2012-24) | Posizione massima |
| -------------------- | ----------------- |
| Australia            | 5                 |
| Austria              | 2                 |
| Belgio (Fiandre)     | 1                 |
| Belgio (Vallonia)    | 1                 |
| Canada               | 4                 |
| Danimarca            | 2                 |
| Europa               | 1                 |
| Finlandia            | 15                |
| Francia              | 1                 |
| Germania             | 1                 |
| Giappone             | 20                |
| Grecia               | 72                |
| India                | 20                |
| Italia               | 1                 |
| Lussemburgo          | 1                 |
| Norvegia             | 7                 |
| Paesi Bassi          | 1                 |
| Regno Unito          | 2                 |
| Stati Uniti          | 8                 |
| Svizzera             | 1                 |

### Classifiche di fine anno
| Classifica (2012) | Posizione |
| ----------------- | --------- |
| Austria           | 40        |
| Belgio (Fiandre)  | 16        |
| Belgio (Vallonia) | 8         |
| Danimarca         | 37        |
| Francia           | 5         |
| Germania          | 17        |
| Paesi Bassi       | 8         |
| Ungheria          | 38        |
| Classifica (2013) | Posizione |
| Italia            | 47        |

## Riconoscimenti
- 2014 - Grammy Award
  - Miglior canzone scritta per un film, televisione o altri media audio-visivi ad Adele e Paul Epworth
- 2013 - Premio Oscar
  - Migliore canzone ad Adele e Paul Epworth
- 2013 - Golden Globe
  - Migliore canzone originale ad Adele e Paul Epworth
- 2013 - Critics' Choice Movie Award
  - Migliore canzone ad Adele e Paul Epworth
- 2013 - BRIT Award
  - Miglior singolo britannico ad Adele e Paul Epworth
- 2012 - Las Vegas Film Critics Society Awards
  - Miglior canzone ad Adele e Paul Epworth
- 2012 - Houston Film Critics Society Awards
  - Miglior canzone originale ad Adele e Paul Epworth
- 2012 - Phoenix Film Critics Society Awards
  - Miglior canzone originale ad Adele e Paul Epworth
- 2012 - Satellite Award
  - Nomination Miglior canzone originale ad Adele e Paul Epworth